# Real Story

Real Story est un programme télévisé britannique traitant de l'actualité, et diffusé sur la chaine BBC One à 19:30 GMT tous les lundis. Il est présenté par Fiona Bruce qui présent également Crimewatch. Ce programme est produit par Mike Lewis.
Il traite les actualités du week-end, et notamment les problèmes liés à la santé et la politique.